# باربو لازاريانو
باربو لازاريانو أو لازاروفيتشي (5 أكتوبر 1881 – 19 يناير 1957). كان مؤرخًا أدبيًا رومانيًا، وكاتب سيرة ذاتية، وناشطًا يساريًا. كان من أصل يهودي روماني. اشتهر بنقده الاجتماعي ومقطوعاته الشعرية بينما كان لا يزال في المدرسة الثانوية، ليتطور ليصبح أديبًا ساخرًا ويطبع مجلته الهزلية «تيفيل كازون». تحولت ميول لازاريانو الشبابية نحو الفوضويين (الأناركيين)، الأمر الذي دفعه إلى مصاحبة بانايت موشو. في تلك المرحلة من حياته، حرر مجلته الخاصة، وشارك في إضراب الخبازين، وشجع الفلاحين على مقاومة تعديات أصحاب الأراضي.
جعلته الدعوة الاشتراكية الأناركية التي نادى بها هدفًا أمام السلطة المحافظة، التي طردته من البلاد في عام 1907. قضى خمس سنوات يدرس في المدرسة التطبيقية للدراسات العليا في باريس، وفي الوقت نفسه، بقي يهاجم المنظمات الاشتراكية. عاد إلى رومانيا ناشرًا، ومعلقًا صحفيًا، ومثقفًا للعمال، ورحّب به في منظمة عرقية سائدة: اتحاد اليهود الرومانيين. خلال الحرب العالمية الأولى، انجرف لازاريانو إلى اليسار جنبًا إلى جنب مع الحزب الديمقراطي الاجتماعي، وانضم إلى الحزب الاشتراكي. اشتهر بكونه باحثًا أدبيًا وكاتب سيرة، وأشير إلى تحريره أعمال كل من أيون لوكا كاراجيالي وكونستانتين دوبروجيانو-غيرا. لاقت سلسلة أبحاثه عن الأدب الروماني قبولًا جيدًا ودرسها خبراء أدبيون آخرون، وأعجبوا أيضًا قدرته على مواصلة عمله على الرغم من معركته المضنية مع مرض السل؛ إلا أن اهتمامه بالتفاصيل وانحيازه السياسي كانا موضع سخرية.
بحلول عام 1933، كان لازاريانو ناقدًا للفاشية على الملأ، وهي حقيقة تسببت في في اضطهاده من قبل اليمين المتطرف المعادي للسامية في الأربعينيات. كان لا يزال قادرًا على الكتابة والنشر في ظل جبهة النهضة الوطنية، ولكن تم تهميشه بعد ذلك، واقتصرت دعواته على التواصل الشفهي أثناء حكم النظام الذي أسسه إيون أنتونيسكو. بعد نجاته بأعجوبة من الترحيل إلى ترانسنيستريا والوفاة المحتملة في عام 1942، عاد إلى الحياة العامة بعد انقلاب عام 1944 وما تلاه من تحول إلى الديمقراطية. برز بعد عام 1948، في ظل النظام الشيوعي الروماني، أولًا مديرًا لأكاديمية شتيفان غيورغيو، ثم عضوًا في الأكاديمية الرومانية ورئيسها.
أمضى لازاريانو العقد الأخير من عمره كاتبًا ممجدًا ومحتفىً به وأحد رواد النظام الحاكم. بصفته أمين مكتبة، جمع وحفظ وراقب الأعمال التي تركها بانايت إستراتي. شارك بصورة هامشية في الإصلاح الإملائي. تضمنت التكليفات النهائية للازاريانو منصبًا توجيهيًا في اللجنة الديمقراطية اليهودية، التي عملت منصة لمواجهة الصهيونية. استكمل نشاطه السياسي ابنه أليكساندرو، الذي كان في بدايته صحفيًا ثقافيًا، منتمٍ إلى الشيوعيين، وشغل مناصب رفيعة في وزارة الخارجية.

## سيرته

### نشأته
كان لدى أفرام - باربو، ابن هرشل لازاروفيتشي، وضع قانوني مشكوك فيه في مملكة رومانيا، التي حرمت معظم اليهود من الجنسية. خلال المنازعات القضائية بشأن هذه المسألة، ذكر بأن كلا والديه حملا جوازات سفر رومانية، ولكن السلطات المختصة اعتبرت أن الأدلة الوثائقية التي قدمها «غير قاطعة». ولد المؤلف المستقبلي، الذي عرف في سنواته الأولى باسم «بوبي» لازاروفيتشي، في بوتوشاني، في منزل في شارع تارغول كاليسيلور. حسب ذكر الأكاديمي ترايان سافوليسكو، كان ذلك الشارع في الجزء الجنوبي المعدم من البلدة، حيث ترعرع أفرام «ثار بالظلم والرغبة الملحة في تصحيحه». التحق بالمدرسة الابتدائية ومدرسة إيه. تي. لوريان الثانوية في بلدته الأم، حيث كان زميلًا لأديب آخر في صفه، المترجم والناقد كونستانتين يورداتشسكو. يذكر تلميذ له، الصحفي إيون فيليا، أنه دفع الرسوم الدراسية الخاصة به بمساعدة التلاميذ الآخرين على واجباتهم المدرسية. في تلك المرحلة، تعرف لازاروفيتشي بالماركسية من خلال قراءته مراجعة مجلة «كونتمبورانول»، وذكر في نعوته الرسمية سنة 1957 أنه لقب نفسه «داعيًا لتلك الأفكار»، وكان أول إسهام له في حركة العمل الرومانية هو المشاركة في إضراب الخبازين في بوتوشاني.
في مارس 1899، طردت مدرسة لوريان الثانوية لازاروفيتشي بسبب ميوله الاشتراكية. بالمثل، كتب فيليا أن أفرام شعر «مع بعض زملائه» بمناداة سكان غوربانيشتي، الذين «استغلهم أصحاب الأراضي إلى حد بعيد». لم يصبح المؤلف الشاب عدوًا للنظام البرجوازي إلا بعد رد الفعل العنيف. ذكر سافوليسكو، الذي روى لاحقًا أحداث حياة سافوليسكو، الذي روى أحداث حياة لازاريانو، أن الأخير «ساعد فقط فلاحي» غوربانيشتي بعد التماس من الملك كارول الأول، وأن ذلك كان «دعاية أناركية ضد العرش والدين». تورد الروائية والباحثة هورا أوبريسكو مقالًا نشره لازاريانو في عدد 1899 من مجلة «سوسياليسمول»، ذكر فيه الشاب: «هذه واحدة من أكثر السنوات حزنًا التي عاشها بلدنا الروماني وحركتنا. بسبب اضطهاد تجمعات الفلاحين الاشتراكية!». في معرض تفصيل هذا الادعاء، ادعى لازاريانو أن الفلاحين المنظمين «عذبوا بصورة مروعة» ودمرت أكواخهم انتقامًا.
بدأ لازاروفيتشي مسيرته شاعرًا في مجلته الخاصة، فيكتور هوغو، حيث نشر أيضًا بيانًا ضد الحركة الجمالية الفكرية. لم تنشر هذه المجلة إلا كعدد واحد في عام 1902، وسميت باسم الشاعر الفرنسي، بوصفه «عملًا منفردًا هوغويًا محركًا للمشاعر» في المشهر الروماني. حسب ملاحظة أوبرسكو، ألف لازاريانو «أفكار هوغو الديمقراطية». استضافت صحيفة جورج رانيتي «زفليميوا» أول عمل للازاريانو في النثر، وبعد ذلك أصبح مساهمًا منتظًا في المجلة اليسارية «رومانانيا مونسيتواري». بعد فيكتور هوغو، ثابر على محاولة إنشاء صحيفة دائمة خاصة به، ليصدر بعدها أعماله غاندول (الفكر) 1902، ثم إنيما شي مينتايا (القلب والعقل) 1903. في عام 1904، ارتاد بانتظام جمعية أصدقاء بوتوشاني.
بحلول عام 1905، كان لازاروفيتشي في بوخارست، واختاره كونستانتين ميل للكتابة في صحيفة أدفارول، مع سلسلة من الأعمدة المقفاة التي وقع عليها باسم «تروبادور». مع لقبه الذي بدا لقبًا رومانيًا، استضاف لازاريانو قصائد في صحيفة إيه. دي. زينوبول «أرشيف ياش». لونه فظًا ومتصوفًا في أفكاره، لفتت مؤلفاته انتباه إيه. سي. كوزا، شاعر عقائدي تقليدي ومعاد للسامية، لم يكن على علم بيهودية لازاريانو ريانو. سافر كوزا إلى بوتوشاني لمجرد إلقاء التحية على «التروبادور الوطني»، ليعرف بعدها أن «لازاروفيتشي فتى يهودي، أجعد كالزبيبة، وينظر للقمر كساهر الليل». من أعماله الأخرى مقاطع شعرية كتبت تكريمًا لأولئك الذين قتلوا في الثورة الروسية عام 1905، ونشرت في صحيفة «المستقبل الاجتماعي» في ياش. شارك في العروض الاشتراكية للتضامن مع العمال الروس، ومال في ذلك الوقت إلى صفوف الأناركيين، ولفترة من الوقت، شارك في نشر صحيفة «مجلة الفكرة» لباناييت موشويو. بوصفع مواليًا لموشويو، وصديقًا لزعيم حزب العمال آي. سي. فريمو، قدم بحلول عام 1907 دروسًا لعمال بوخارست، ومنحهم دروسًا ي قواعد اللغة والأدب الروماني، وأيضًا «تثقيفهم سياسيًا».
ي عام 1906، أسس لازاريانو مجلة «المواطن المجند» الأسبوعية الساخرة، التي استعمل فيها الاسم المستعار «بيلي». استضافت المجلة أيضًا أعمال يواخيم بوتيز، وإيوان دراغوميرسكو-دراغيون، وليون ويتشسلر-فيرو، وفيكتور إفتيميو، الذي كان أيضًا محررًا اختار لنفسه اسمًا مستعارًا. شملت أعمال إفتيميو إفتيميو ولازاريانو رباعيات شعرية مقفاة استهزأت وسخرت من المراجعات الأدبية الأكثر جدية. لاحظ إفتيميو، بعد سنوات، أن بيلي «موهوب للغاية». صارت المواطن المجند أول مجلة رومانية من نوعها تبرز المطبوعات الملونة، وشملت أعمالًا فنية لكل من إيوسيف إيسير، ونيكولاي بيتريسكو غانا، ونيكولاي مانتو. باستلهام كبير من أيون لوكا كاراغيالي ومن السيد مولتول رومان، استهدفت الصحيفة أساسًا أفراد الجيش الروماني الذين صوروا على أنهم بطيئو الذهن، ومجرد أدوات جنسية (خصوصًا ضباط سلاح الفرسان).